# Lili Monori
Dans le nom hongrois Monori Lili, le nom de famille précède le prénom, mais cet article utilise l’ordre habituel en français Lili Monori, où le prénom précède le nom.
Erzsébet Lídia Monori (en hongrois : Monori Erzsébet Lídia), connue sous le nom de Lili Monori, née le 10 octobre 1945 à Törökszentmiklós (Hongrie), est une actrice hongroise.

## Biographie
Lili Monori étudie à l'École supérieure d'art dramatique et cinématographique (Színház- és Filmművészeti Főiskola) de Budapest de 1965 à 1969.
Après avoir travaillé en tant que dactylo, elle est une des vedettes du théâtre Thalia où elle joue de 1969 à 1973 avant de jouer au Théâtre Gergely Csiky, et ce jusqu'en 1976. À partir de  1990, elle tournera des films pour les studios MAFILM.
Son fils, Balázs Monori, est également acteur.

## Filmographie partielle
- 1969 : Le Témoin (A tanú) de Péter Bacsó : Gizi, la fille de Pelikán
- 1976 : Neuf Mois (Kilenc hónap) de Márta Mészáros : Juli Kovács
- 1976 : Quand Joseph revient (Ha megjön József) de Zsolt Kézdi-Kovács : Mari
- 1977 : Elles deux (Ök ketten) de Márta Mészáros : Juli Bodnár
- 1980 : Les Héritières (Örökség) de Márta Mészáros : Szilvia
- 1988 : Eldorádó de Géza Bereményi
- 2008 : Delta de Kornél Mundruczó :  la mère
- 2010 : Tender Son: The Frankenstein Project (A Frankenstein-terv) de Kornél Mundruczó :  la mère
- 2014 : White God (Fehér isten) de Kornél Mundruczó : Bev
- 2021 : Evolution de Kornél Mundruczó et Kata Wéber : Eva